# Alfred Althus
Alfred Althus (né le 29 août 1888 à Pieschen, mort le 8 septembre 1943 à Berlin-Plötzensee) est un résistant allemand au nazisme.

## Biographie
Althus est le fils d'un potier. Il apprend d'abord le métier de brasseur de bière et, une fois cette formation achevée, fait un autre apprentissage en tant que fraiseur. En outre, il lit beaucoup, en particulier des écrits philosophiques et scientifiques, et suit des cours de formation marxiste.
En 1910, Althus devient membre du SPD puis trésorier de sa section locale. Dans la Fédération allemande des travailleurs de la métallurgie, il est élu délégué syndical et, au sein de l’association des travailleurs sténographes,  il est enseignant puis président.
Après la Première Guerre mondiale, il reste membre du SPD, mais prend part dans son activité politique et culturelle en principe pour une interaction des différentes ailes du mouvement ouvrier et s'oppose aux tentatives anticommunistes visant à marginaliser ses dirigeants. 1925, Althus cofonde et est président de l'Association des travailleurs de la radio d'Allemagne (de). Il obtient une nouvelle qualification professionnelle dans cette nouvelle technologie. Il ouvre un magasin de radio qui devient le centre de la section de Dresde.
À partir de janvier 1933, Althus est attaqué à plusieurs reprises par des SA et emmené et torturés dans des sous-sols. À partir de décembre 1939, il soutient l'organisation de résistance des travailleurs forcés polonais organisée par Ignaz Hulka et procure des radios. Il contribue aussi à la diffusion d'informations antifascistes dans la région de Posen occupée par la Wehrmacht et soutient la lutte de libération des partisans polonais.
En 1942, la Gestapo détruit ce vaste mouvement de résistance. Hulka est assassiné lors d'un interrogatoire le 21 octobre 1942. Althus échappe à la persécution pendant un certain temps et n'est arrêté qu'en mai 1943. Il est condamné à mort par le Volksgerichtshof en juillet 1943 et meurt lors des exécutions massives à la prison de Plötzensee dans la nuit du 7 au 8 septembre 1943.